# Diana Kolewa
Diana Kolewa (bulgarisch Диана Колева, englisch Diana Koleva; * 24. Oktober 1959 in Sofia, vormals Tsvetanova bzw. Hristova) ist eine bulgarische Badmintonspielerin.

## Karriere
Diana Kolewa nahm 1992, 1996 und 2000 im an Olympia teil. 1992 startete sie im Einzel und im Doppel und wurde dabei 17. in letztgenannter Disziplin und 33. im Einzel. Bei ihren weiteren Teilnahmen startete sie nur im Damendoppel und wurde beide Male 17. In ihrer Heimat Bulgarien gewann sie von 1985 bis 2003 sechzehn nationale Titel.

## Erfolge
| Saison    | Veranstaltung                     | Disziplin   | Platz | Name                              |
| --------- | --------------------------------- | ----------- | ----- | --------------------------------- |
| 1985      | Bulgarien: Einzelmeisterschaften  | Dameneinzel | 1     | Diana Koleva                      |
| 1985      | Bulgarien: Einzelmeisterschaften  | Damendoppel | 1     | Diana Koleva / Zlatka Valkanova   |
| 1986      | Austrian International            | Dameneinzel | 1     | Diana Koleva                      |
| 1986      | Bulgarien: Einzelmeisterschaften  | Damendoppel | 1     | Diana Koleva / Petia Borisova     |
| 1986      | Bulgarien: Einzelmeisterschaften  | Dameneinzel | 1     | Diana Kolewa                      |
| 1986/1987 | Deutsche Hochschulmeisterschaften | Dameneinzel | 1     | Diana Koleva                      |
| 1987      | Bulgarien: Einzelmeisterschaften  | Damendoppel | 1     | Diana Koleva / Diana Filipova     |
| 1987      | Bulgarien: Einzelmeisterschaften  | Dameneinzel | 1     | Diana Koleva                      |
| 1987/1988 | Deutsche Hochschulmeisterschaften | Dameneinzel | 1     | Diana Koleva                      |
| 1988      | Malta International               | Damendoppel | 1     | Diana Koleva / Andrea Roschinsky  |
| 1988      | Bulgarien: Einzelmeisterschaften  | Damendoppel | 1     | Diana Koleva / Emilia Dimitrova   |
| 1988      | Bulgarien: Einzelmeisterschaften  | Dameneinzel | 1     | Diana Koleva                      |
| 1988/1989 | EBU Circuit                       | Dameneinzel | 1     | Diana Koleva                      |
| 1989      | Malta International               | Dameneinzel | 1     | Diana Koleva                      |
| 1989      | Weltmeisterschaft                 | Damendoppel | 16    | Emilia Dimitrova / Diana Koleva   |
| 1989      | Bulgarien: Einzelmeisterschaften  | Dameneinzel | 1     | Diana Koleva                      |
| 1989      | Bulgarien: Einzelmeisterschaften  | Damendoppel | 1     | Diana Koleva / Emilia Dimitrova   |
| 1989      | Malta International               | Damendoppel | 1     | Diana Koleva / Emilia Dimitrova   |
| 1990      | Swiss Open                        | Dameneinzel | 1     | Diana Koleva                      |
| 1990      | Bulgarian International           | Damendoppel | 1     | Diana Koleva / Helene Kirkegaard  |
| 1990      | Bulgarien: Einzelmeisterschaften  | Damendoppel | 1     | Diana Koleva / Emilia Dimitrova   |
| 1990      | Bulgarien: Einzelmeisterschaften  | Dameneinzel | 1     | Diana Koleva                      |
| 1990      | Swiss Open                        | Damendoppel | 2     | Diana Koleva / Emilia Dimitrova   |
| 1991      | Bulgarien: Einzelmeisterschaften  | Damendoppel | 1     | Diana Koleva / Emilia Dimitrova   |
| 1992      | Malta International               | Damendoppel | 1     | Diana Koleva / Diana Filipova     |
| 1992      | Olympia                           | Damendoppel | 17    | Diana Koleva / Diana Filipova     |
| 1992      | Olympia                           | Dameneinzel | 33    | Diana Koleva                      |
| 1992      | Bulgarien: Einzelmeisterschaften  | Dameneinzel | 1     | Diana Koleva                      |
| 1992      | Bulgarien: Einzelmeisterschaften  | Damendoppel | 1     | Diana Koleva / Diana Filipova     |
| 1995      | Bulgarian International           | Damendoppel | 1     | Diana Koleva / Neli Nedyalkova    |
| 1996      | Olympia                           | Damendoppel | 17    | Diana Koleva / Neli Nedyalkova    |
| 1998      | Balkan Championships              | Damendoppel | 1     | Diana Koleva / Reny Assenova      |
| 1998      | Balkan Championships              | Mixed       | 1     | Konstantin Dobrev / Diana Koleva  |
| 1998      | Romanian International            | Damendoppel | 1     | Diana Koleva / Raina Tzvetkova    |
| 1998      | Cyprus International              | Mixed       | 1     | Konstantin Dobrev / Diana Koleva  |
| 1998      | Cyprus International              | Damendoppel | 1     | Diana Koleva / Raina Tzvetkova    |
| 1998      | Israel International              | Damendoppel | 1     | Svetlana Zilberman / Diana Koleva |
| 1998      | Romanian International            | Mixed       | 1     | Konstantin Dobrev / Diana Koleva  |
| 1999      | Romanian International            | Damendoppel | 1     | Diana Koleva / Neli Nedyalkova    |
| 1999      | Bulgarian International           | Damendoppel | 1     | Diana Koleva / Neli Nedyalkova    |
| 2000      | Greece International              | Damendoppel | 1     | Petya Nedelcheva / Diana Koleva   |
| 2000      | Olympia                           | Damendoppel | 17    | Diana Koleva / Neli Boteva        |
| 2001      | Senioren-Europameisterschaft 40+  | Mixed       | 2     | Vladimir Balun / Diana Koleva     |
| 2001      | Senioren-Europameisterschaft 40+  | Damendoppel | 1     | Diana Koleva / Svetlana Zilberman |
| 2001      | Senioren-Europameisterschaft 40+  | Dameneinzel | 2     | Diana Koleva                      |
| 2003      | Bulgarien: Einzelmeisterschaften  | Damendoppel | 1     | Petya Nedeltcheva / Diana Koleva  |
| 2003      | Senioren-Weltmeisterschaft 40+    | Dameneinzel | 2     | Diana Koleva                      |
| 2003      | Senioren-Weltmeisterschaft 40+    | Damendoppel | 1     | Diana Koleva / Svetlana Zilberman |
| 2006      | Senioren-Europameisterschaft 45+  | Damendoppel | 1     | Diana Koleva / Svetlana Zilberman |